# Naviduct
Le naviduct, contraction entre navigation et aqueduc, est un pont-canal avec des écluses enjambant une route. Il est conçu pour que l'écluse ne gène pas la circulation routière pendant les travaux. Le terme naviduct pourrait devenir générique, le procédé serait utilisé comme une alternative à d'autres ouvrages du même type.
Le naviduct Krabbersgat, le premier jamais construit, se situe sur l'Houtribdijk, près de Enkhuizen, aux Pays-Bas a été inauguré en 2003.

## Détails techniques
Le naviduct Krabbersgat est construit dans un environnement de polder. La partie inférieure se situe à −12 mètres NAP sous la nappe phréatique. La zone sous le niveau du lac fait de 500 mètres de long et 160 mètres de large, en forme de diamant, alors que son remblai s’élève à 6 mètres au-dessus du niveau de l'eau (NAP). La route sous la Naviduct est à −10,80 mètres NAP. Les écluses sont aux exigences Classe CEMT, c'est-à-dire adaptées pour les grandes barges du Rhin.
La construction de ce naviduct a été décidée dans les années 1990 à cause de trop longues files d'attente sur l'Houtribdijk, la nationale Enkhuizen-Lelystad.

## Île adjacente
Les remblais résultants de la construction ont été utilisés pour former une île prototype, devenue réserve naturelle.

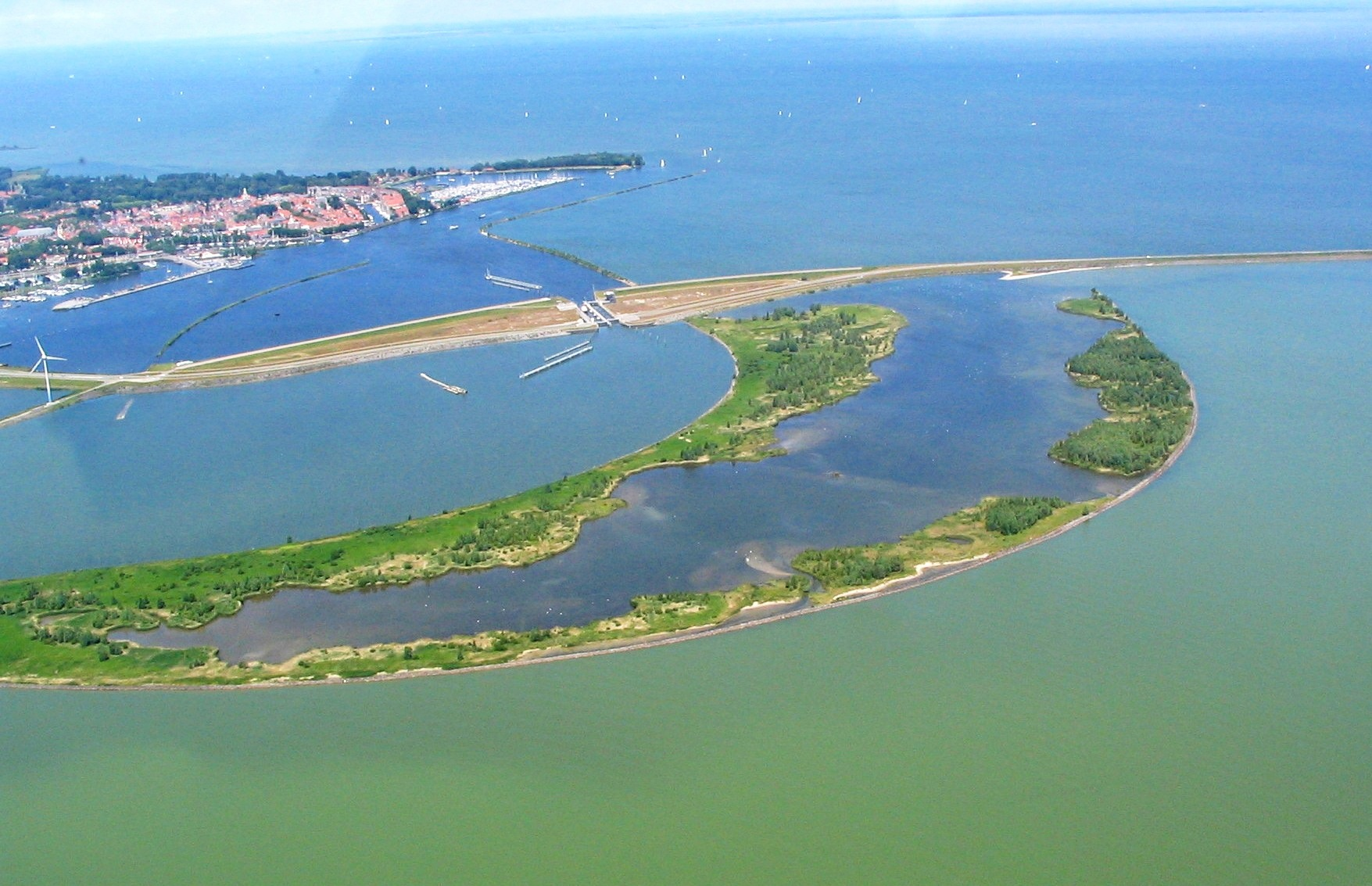
Vue d'avion, l'île prototype au premier plan, le Naviduct sur l'Houtribjik et Enkhuizen en arrière-plan

## Autres projets
Le gouvernement néerlandais envisage de remplacer les écluses vieillissantes par des naviducts, lorsqu'elles seront arrivées en fin de vie. L'un d'eux pourrait être construit sur l'Afsluitdijk à Kornwerderzand vers 2050.
Un naviduct coûte plus cher qu'une écluse avec un pont traditionnel mais il offre l'avantage d'avoir un délai de construction plus court.